# Aleksandr Serebrov
Aleksandr Aleksandrovitch Serebrov (en russe : Александр Александрович Серебров) est un cosmonaute soviétique puis russe, né le 15 février 1944 à Moscou, en RSFS de Russie (Union soviétique), et mort le 12 novembre 2013 à Moscou.

## Formation
Aleksandr Serebrov a été choisi en tant que cosmonaute le 1er décembre 1978.
Il est à la retraite depuis le 10 mai 1995.

## Vols réalisés
- Le 19 août 1982, Serebrov s'envole à bord de Soyouz T-7, en tant que membre de la mission Saliout 7 – EP-2. Il revient sur Terre le 27 août 1982, à bord de Soyouz T-5.
- Le 20 avril 1983, il décolle à bord de Soyouz T-8 en direction de Saliout 7 mais l'amarrage échoue et le vaisseau atterrit le 22 avril 1983.
- Le 5 septembre 1989, il s'envole à bord de Soyouz TM-8 en direction de Mir en tant que membre de la mission Mir EO-5. Il revient sur Terre le 19 février 1990.
- Le 1er juillet 1993, il s'envole à bord du vaisseau Soyouz TM-17 en tant que membre de l'expédition Mir EO-14. Il revient sur Terre le 14 janvier 1994.

Il a effectué un total de 10 sorties dans l'espace, ce qui était un record à l'époque.